# Андреев, Владимир Васильевич (военнослужащий)
 Андреев, Владимир Васильевич  (род. 13 декабря 1949, г. Курск) — советский и российский военный деятель, генерал-лейтенант. Участник Афганской войны.

## Биография
В 1967 году окончил Орджоникидзевское Суворовское военное училище. В 1971 году окончил Бакинское высшее общевойсковое командное училище имени Верховного Совета Азербайджанской ССР. Окончил Военную академию имени М. В. Фрунзе и Военную академию Генерального штаба Вооружённых Сил имени К. Е. Ворошилова.
- в 1985—1986 гг. командир 122-го мотострелкового полка 201-й мотострелковой Гатчинской дважды Краснознамённой дивизии 40-й общевойсковой армии (Ташкурган, Афганистан);
- в 1986—1988 гг. — заместитель командира, в 1988—1989 г. г. — командир 5-й гвардейской мотострелковой Зимовниковской Краснознамённой, ордена Кутузова дивизии имени 60-летия СССР 40-й армии (Афганистан);
- май 1997—2001 г. — командующий Группой российских войск в Закавказье

## Награды
- Орден Ленина (1989)
- Орден Красного Знамени
- два ордена Красной Звезды
- Орден «За военные заслуги»
- Медаль «За укрепление боевого содружества»
- Юбилейная медаль «Двадцать лет Победы в Великой Отечественной войне 1941—1945 гг.»
- Юбилейная медаль «300 лет Российскому флоту»
- Медаль «Ветеран Вооружённых Сил СССР»
- Юбилейная медаль «50 лет Вооружённых Сил СССР»
- Юбилейная медаль «60 лет Вооружённых Сил СССР»[1]
- Юбилейная медаль «70 лет Вооружённых Сил СССР»[2]
- Медаль «За безупречную службу» I степени
- Медаль «За безупречную службу» II степени
- Медаль «За безупречную службу» III степени